# شیمازو کاتسوهیسا
شیمازو کاتسوهیسا (به ژاپنی: 島津 勝久 Shimazu Katsuhisa); ۸ سپتامبر ۱۵۰۳. – ۹ نوامبر ۱۵۷۳) سامورایی و رهبر خاندان شیمازو اهل ژاپن بود.